# Répertoire International des Sources Musicales
Repertoire International des Sources Musicales (RISM) är ett internationellt samarbetsprojekt för inventering och katalogisering av musikkällor från före år 1800. RISM drivs som ett samarbete av de internationella organisationerna International Musicological Society och International Association of Music Libraries Archives and Documentation Centres. Den svenska arbetsgruppen är sedan 1954 baserad på Statens musikbibliotek.

## Organisation

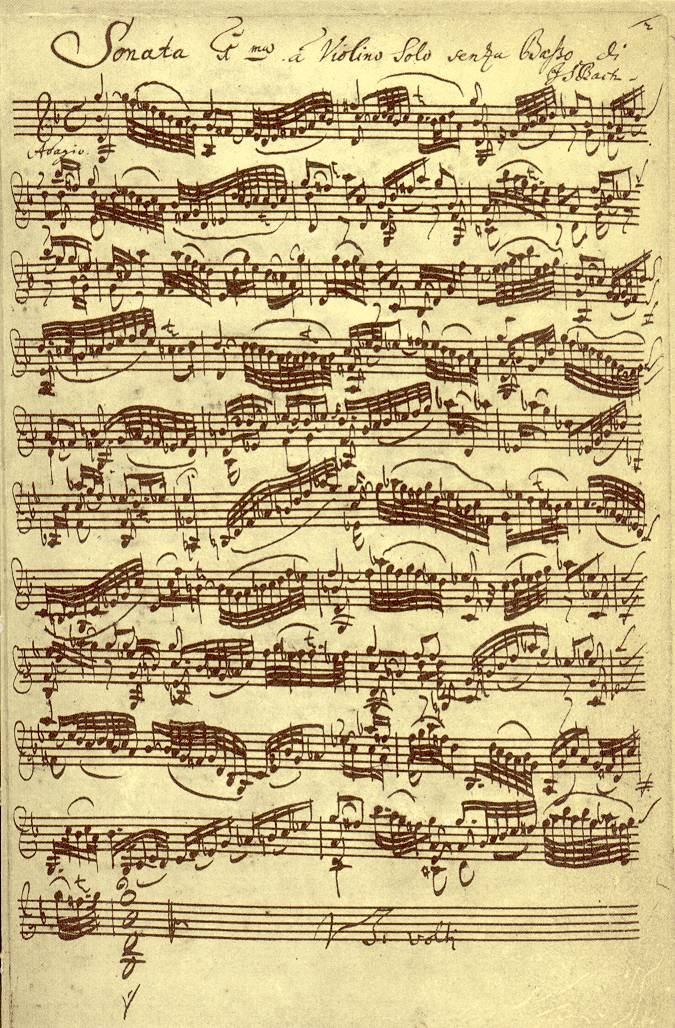
Exempel på musikmanuskript: Johann Sebastian Bach, Sonat för Violin solo, BWV 1001

Nedan listas de länder där det finns nationella arbetsgrupper inom ramen för RISM-projektet. Centralredaktionen (RISM Zentralredaktion) finns i Frankfurt am Main i Tyskland. 
- Belgien: Bryssel och Louvain
- Brasilien: Bahia, Brasília, Campinas, Rio de Janeiro och São Paulo
- Danmark: Köpenhamn
- Estland: Tallinn
- Finland: Åbo
- Frankrike: Paris
- Grekland: Thessaloniki
- Hong Kong: Hong Kong
- Irland: Waterford
- Italien: Milano och Rom
- Japan: Tokyo
- Kanada: London (Ontario)
- Kina: Peking och Shanghai
- Kroatien: Zagreb
- Lettland: Riga
- Litauen: Vilnius
- Mexiko: Mexico City
- Nederländerna: Amsterdam
- Norge: Oslo
- Polen: Gdansk, Lublin, Warszawa, Wrocław
- Portugal: Lissabon
- Rumänien: Bukarest
- Ryssland: Moskva och St Petersburg
- Schweiz: Bern
- Slovakien: Bratislava
- Slovenien: Ljubljana
- Spanien: Barcelona
- Storbritannien: London
- Sverige: Stockholm
- Sydkorea: Seoul
- Taiwan: Taipei
- Tjeckien: Prag
- Turkiet: Istanbul
- Tyskland: Dresden och München
- Ukraina: Kiev och Lviv
- Ungern: Budapest
- USA: Cambridge (Massachusetts)
- Venezuela: Caracas
- Vitryssland: Minsk
- Österrike: Bregenz, Innsbrück, Salzburg och Wien